# Wolfgang Riesinger
Wolfgang Riesinger (* 8. Januar 1951 in Ostbevern) ist Sportlehrer, Mittel- und Langstreckenläufer, Brieftaubenzüchter und Autor. Er ist verheiratet, hat zwei Töchter und lebt heute in Kattenvenne.

## Vita
Nach dem Abitur auf dem Schloss Loburg wurde er zunächst Athlet. Anfang der siebziger Jahre zählte er zu den besten Mittel- und Langstreckenläufer Deutschlands und erreichte 1972 den Hallenrekord in der 3-mal-1000-Meter-Staffel (siehe Liste der Deutschen Hallenmeister in der 3-mal-1000-Meter-Staffel) in der Besetzung mit Harald Norpoth, Franz-Josef Kemper und Wolfgang Riesinger. Er war Teilnehmer an den Olympischen Spielen 1972 in München und errang mehrere Deutsche Meistertitel. Später arbeitete er als Sportlehrer und Trainer. Über seine Passion der Brieftaubenzucht schrieb er 2012 einen Kriminalroman mit stark autobiographischen Zügen.